# Sói thung lũng Mackenzie
Sói thung lũng Mackenzie (Canis lupus occidentalis), còn gọi là sói Tây Bắc, sói gỗ Alaska, sói gỗ Canada, có lẽ là phân loài lớn nhất của sói xám ở Bắc Mỹ. Phạm vi của nó bao gồm các bộ phận của Tây Hoa Kỳ, phần lớn phía Tây Canada và Alaska, bao gồm cả đảo Unimak trong quần đảo Aleutian, và được du nhập vào vườn quốc gia Yellowstone và trung tâm Idaho. Phân loài kể từ đó lan rộng vào Washington, Oregon, Utah và các tiểu bang khác.

## Mô tả

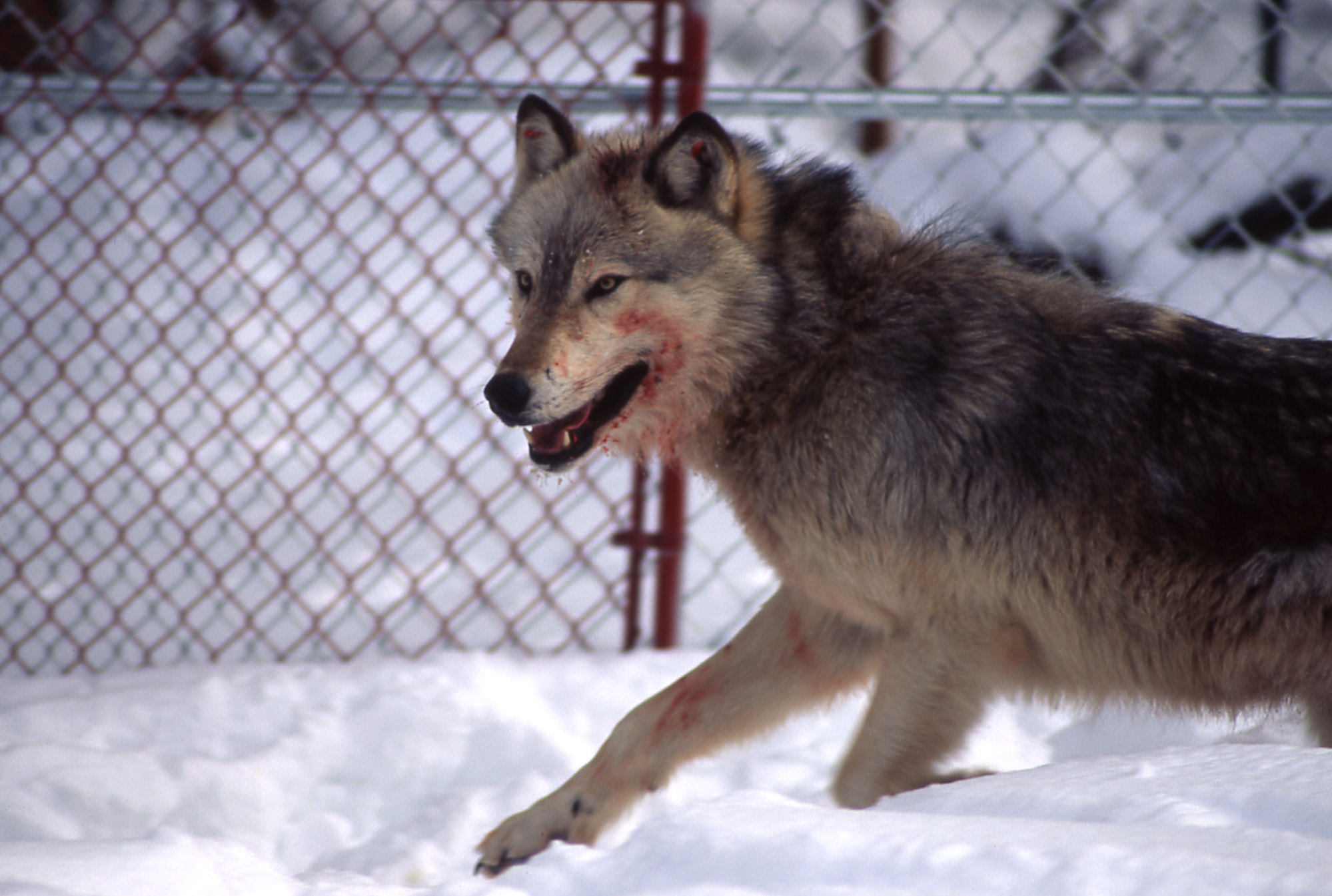
Một con sói được thả trong vườn quốc gia Yellowstone.

Sói Mackenzie thường có chiều cao từ 32-34 inch (80–85 cm) tính tới vai và nặng khoảng 100 và 170 pounds (45–70 kg) đối với con đực. Một con sói hoang dã ở Alaska vào năm 1939 đã được ghi nhận là đạt kỷ lục nặng 175 pounds.
Các chi của sói Mackenzie dài và lông dày cho phép chúng đi ngang qua các khu vực có địa hình gồ ghề như tuyết sâu hoặc các cạnh sắc nhọn của dãy núi Rocky. Ngực sâu với phổi lớn, cho phép con chúng thở hiệu quả hơn ở vùng đất có độ cao cao hơn, và cho phép nó có sức chịu đựng đáng nể khi đi bộ được tới 115 km (xấp xỉ 70 dặm) trong một ngày. Phần cổ mạnh mẽ của nó là một sự thích nghi rất quan trọng, để hỗ trợ chiếc đầu lớn trong việc săn mồi. Sói Mackenzie giữ nhiệt hiệu quả tối đa thông qua phương pháp như sử dụng phần đuôi rậm rạp lông của nó để che mũi trong mùa đông. Trong những tháng mùa hè, do các điều kiện nóng hơn nên bộ lông của chúng rụng và trở lên thưa hơn.
Hộp sọ dài 31 cm (12 inch) và được trang bị những chiếc răng nanh sắc nhọn, khi kết hợp với các cơ hàm lớn tạo ra lực đủ sức mạnh để phá vỡ xương của con mồi và thậm chí nứt xương đùi của nai sừng tấm.

## Hành vi
Ở Alaska, chúng thường sống thành đàn từ 6-12 cá thể, thậm chí có thể lên tới 20-30 cá thể. Lãnh thổ của chúng có kích thước trung bình 600 dặm vuông (1.600 km 2). Những con sói ở vườn quốc gia Yellowstone, trung bình 9,2 con sói sống trên diện tích lãnh thổ rộng tới 348 dặm vuông (900 km2), trong khi sói ở Idaho trung bình là 11,1 con trên 364 dặm vuông (940 km2).

## Thức ăn
Thức ăn của sói Mackenzie bao gồm lợn rừng, Bò rừng bizon Bắc Mỹ, bò xạ hương, nai sừng tấm, nai, tuần lộc, mèo... Chúng là loài có khả năng thích ứng trong môi trường mới rất nhanh, bằng chứng là việc khi được thả trong vườn quốc gia Yellowstone chúng đã hạ gục được con bò rừng bizon đồng bằng (phân loài của Bò rừng bizon Bắc Mỹ).
Tuy nhiên, những con mồi như nai sừng tấm hay tuần lộc, khả năng săn mồi thành công của chúng chỉ đạt 10%. Chúng sẽ chọn tấn công những con mồi đơn lẻ hoặc bị bệnh và theo chúng cho tới khi những con mồi đó từ từ bị gục ngã do mất máu. Những con mồi nhỏ hơn thì chúng chỉ cần tấn công vào tĩnh mạch và khí quản của con mồi.

## Hình ảnh

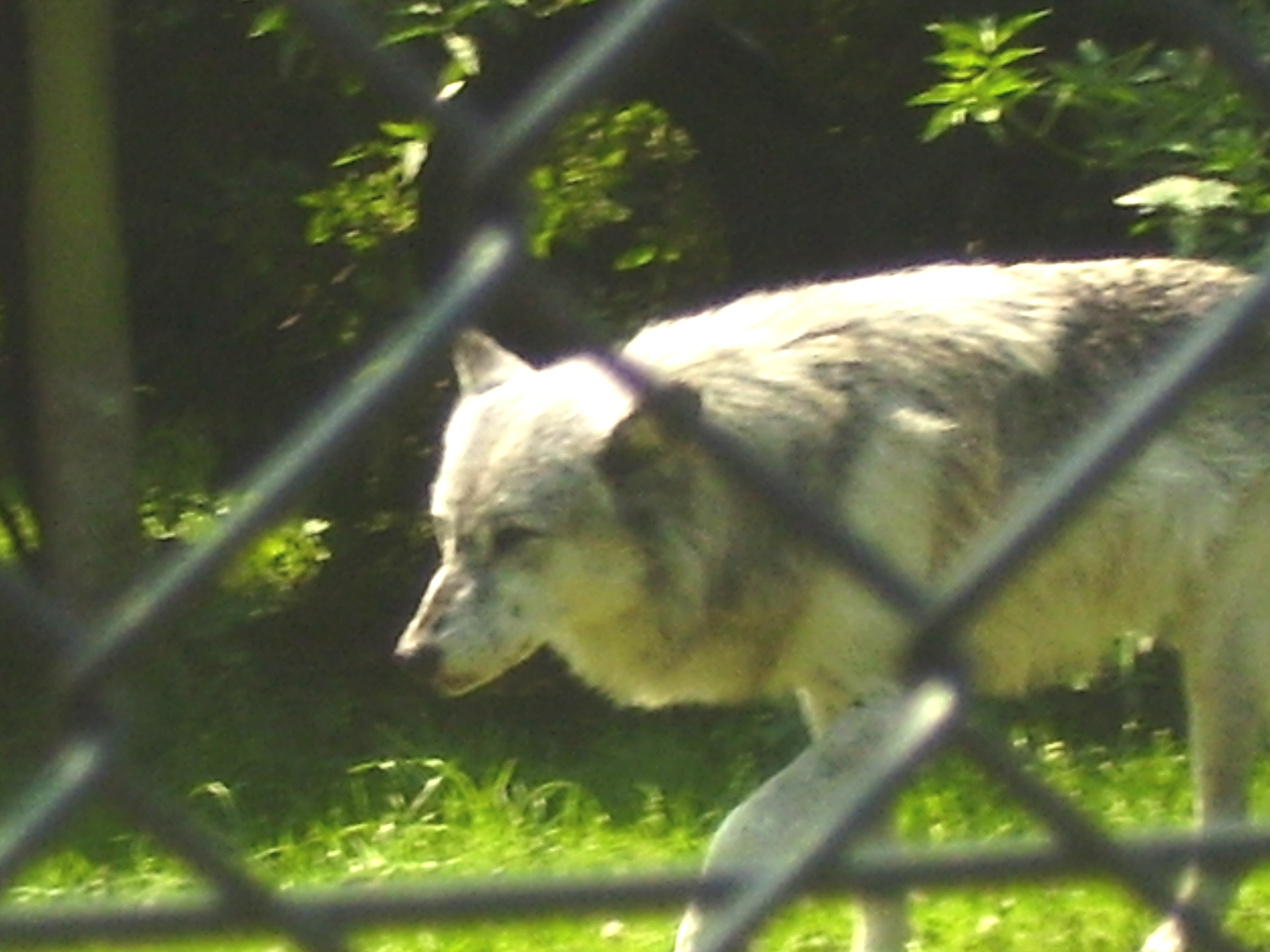
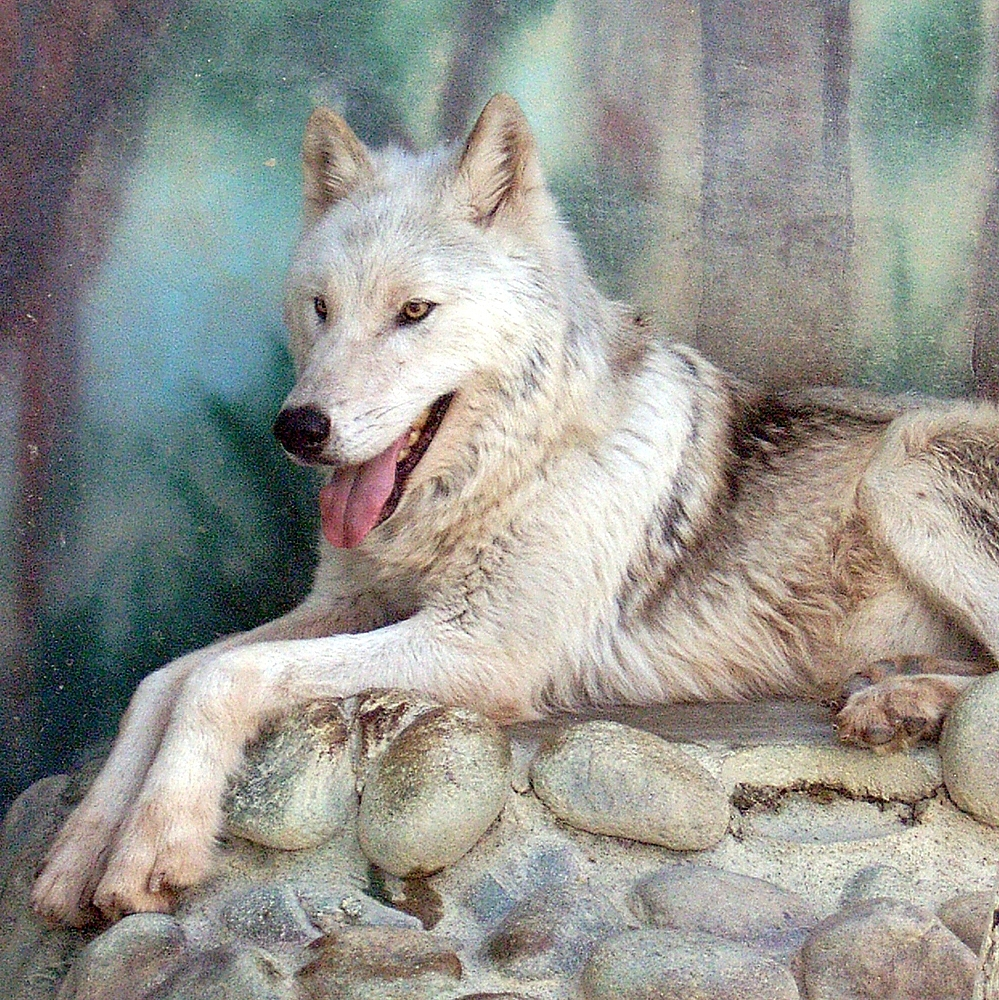
Hình ảnh con sói thung lũng Mackenzie ở sở thú Kobe Oji, Nhật Bản.
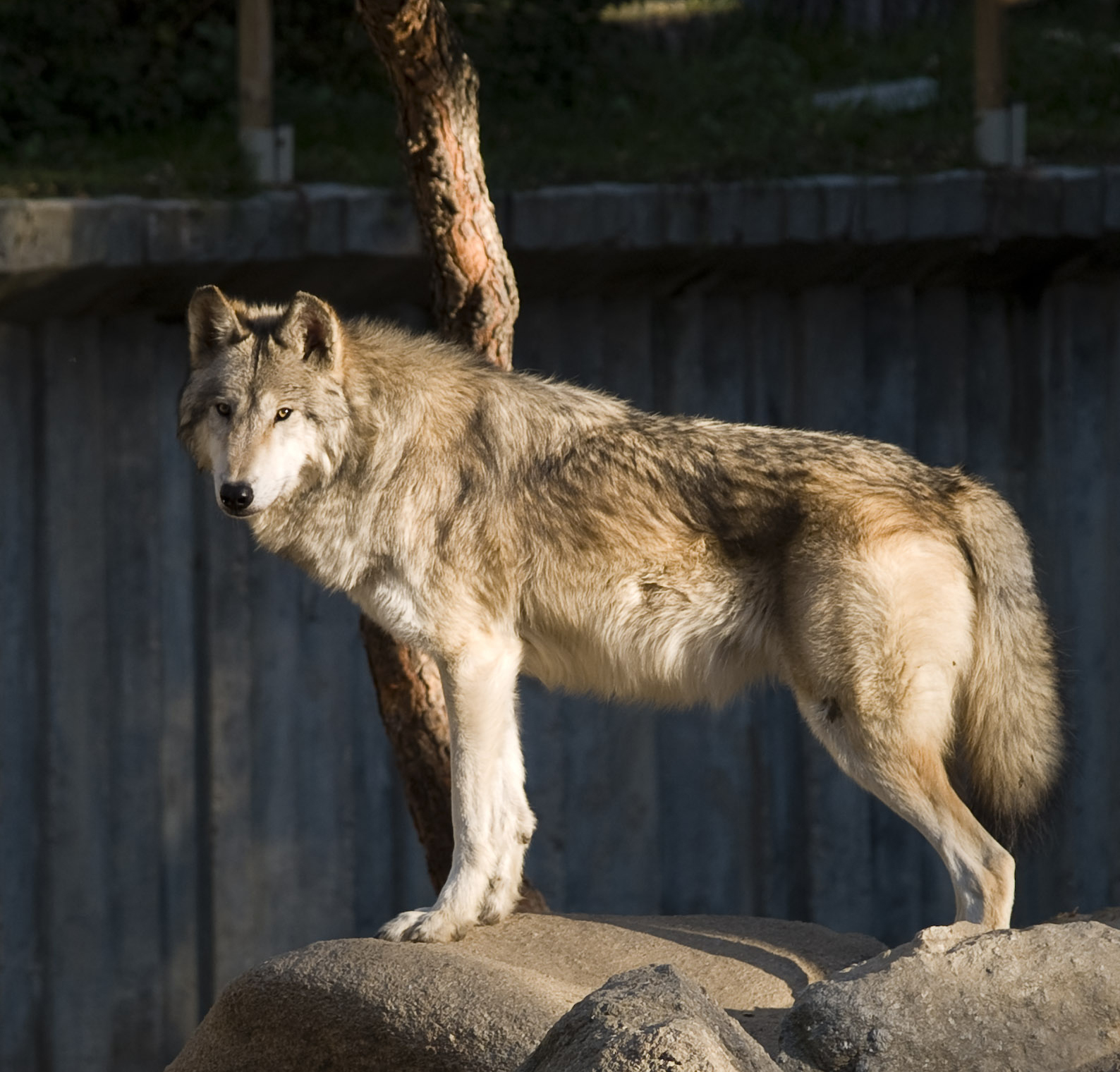
Tại sở thú Madrid, Tây Ban Nha.
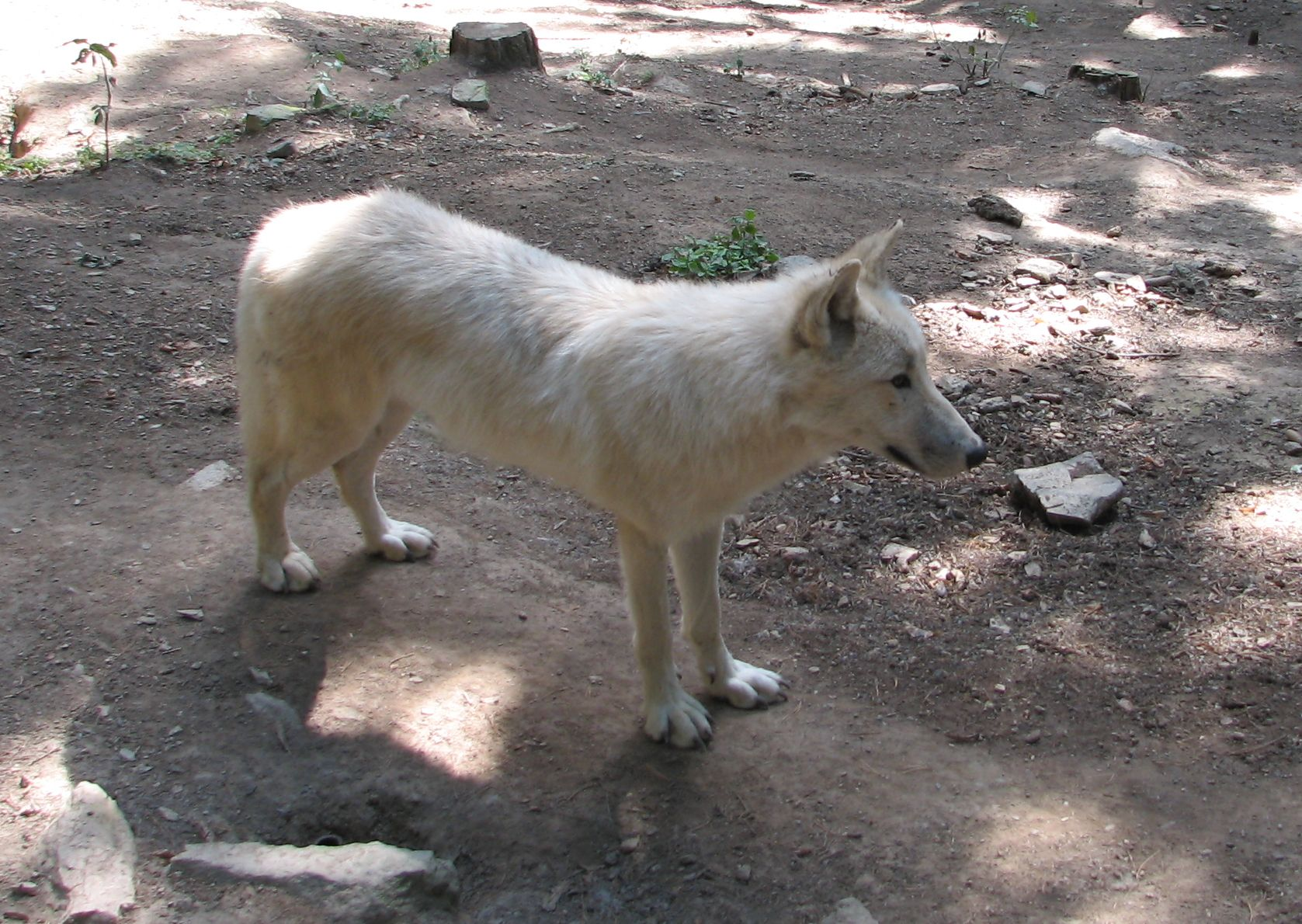
Sói thung lũng Mackenzie ở Olomouc, Cộng hòa Séc.